# Mojżesz (Mussie)
Mojżesz (imię świeckie Mussie Mussie, ur. 1959) – duchowny Etiopskiego Kościoła Ortodoksyjnego, od 2011 arcybiskup Włoch.

## Życiorys
Sakrę biskupią otrzymał 12 lipca 1999 i objął archidiecezję Dubaju. W latach 2000–2003 był arcybiskupem Zachodniego Tigraj, a 2008–2011 Wolliso. W 2011 został mianowany arcybiskupem Włoch.